# Heinz-Volker Rausch
Heinz-Volker Rausch (* 8. Januar 1940 in Karlsruhe; † 1. Mai 1999 in Nürnberg) war ein deutscher Politikwissenschaftler und Hochschullehrer.
Rausch studierte Politikwissenschaft, Geschichte, Rechtswissenschaft, Soziologie und Philosophie an der Universität München und der Universität Freiburg. Er wurde an der Universität München in Politikwissenschaft promoviert. Seine 1979 veröffentlichte Dissertationsschrift trägt den Titel Repräsentation und Repräsentationsverfassung. Anschließend war er bis 1984 als wissenschaftlicher Assistent in München zu tätig. Es folgten Lehrstuhlvertretungen an der Universität Bochum sowie der Universität der Bundeswehr München. An der Friedrich-Alexander-Universität Erlangen-Nürnberg übernahm Rausch 1982 einen Lehrauftrag für Politikwissenschaft, um dann 1984 eine Professur für Politikwissenschaft am Lehrstuhl für Kommunikations- und Politikwissenschaft zu übernehmen.
Rausch forschte und lehrte vorwiegend im Bereich der klassischen politischen Theorien und Philosophie. In den 1970er und 1980er Jahren verfasste er zahlreiche Schriften unter anderem zur Parlamentsforschung, vielfach im Auftrag der Bayerischen Landeszentrale für politische Bildungsarbeit. Ab 1977 veröffentlichte Rausch gemeinsam mit wechselnden Co-Herausgebern ein Grundlagenwerk zum politischen, wirtschaftlichen und sozialen System der Deutschen Demokratischen Republik, das bis 1988 in sieben Auflagen erschien. Bereits 1969 war Rausch Gründungsmitglied der Deutschen Vereinigung für Parlamentsfragen. In den Jahren von 1967 bis 1971 führte Rausch eine vom Bundestag finanziell unterstützte Studie über das Selbstverständnis der Abgeordneten in Bezug auf die Parlamentsreform durch.

## Veröffentlichungen (Auswahl)
- DDR – Das politische, wirtschaftliche und soziale System, 7. Auflage, Bayerische Landeszentrale für politische Bildungsarbeit, München 1988.
- Repräsentation und Repräsentationsverfassung, Vögel, München 1979, ISBN 978-3-920896-52-6.
- Parlament und Regierung in der Bundesrepublik Deutschland, Bayerische Landeszentrale für politische Bildungsarbeit, 6. Auflage, München 1981.
- Bundestag und Bundesregierung. Eine Institutionenkunde, 4. Auflage, C.H. Beck, München 1976, ISBN 978-3-406-06314-5.
- mit Theo Stammen (Hrsg.): Aspekte und Probleme der Kommunalpolitik, Vögel, München 1972, ISBN 978-3-920896-05-2.
- Zur heutigen Problematik der Gewaltentrennung, Wissenschaftliche Buchgesellschaft, Darmstadt 1969.
- mit Hans Maier, Horst Denzer (Hrsg.): Klassiker des Politischen Denkens. 2 Bände, C. H. Beck, München 1968/69.